# Mandaluru, Davanagere
Mandaluru là một làng thuộc tehsil Davanagere, huyện Davanagere, bang Karnataka, Ấn Độ.